# Далекомер
Далекомер е оптично устройство, което позволява измерването на разстоянието от дадена точка до определена цел. Далекомерите се използват във фотографията, астрономията и военното дело. Съществуват няколко вида далекомери. Според начина на определяне на разстоянието могат да бъдат лазерни, сонарни, радарни, микровълнови, инфрачервени и тригонометрични. Далекомерите се употребяват широко в строителството на танкове, където са необходими за точното насочване на въоръженията.